# مطار أفنجر فيلد
مطار أفنجر فيلد (بالإنجليزية: Avenger Field) هو مطار يقع في مقاطعة نولان بولاية تكساس في الولايات المتحدة، على بُعد حوالي ثلاثة أميال (5 كيلومترات) غرب مدينة سويتواتر.

## التصنيف والاستخدام
وفقًا لـالخطة الوطنية لأنظمة المطارات المتكاملة في الولايات المتحدة للفترة ما بين 2011 و2015، يُصنَّف مطار أفنجر فيلد كمرفق مخصص للطيران العام (General Aviation)، أي أنه لا يستقبل رحلات تجارية منتظمة، بل يُستخدم للطائرات الخاصة، والتدريب، والطيران الزراعي، وغيره من أشكال الطيران غير التجاري.

## رموز المطار
يحمل المطار الرموز التالية:
- رمز إياتا (IATA): SWW
- رمز إيكاو (ICAO): KSWW
- رمز FAA: SWW

## تاريخ
للمطار تاريخ مميز خلال الحرب العالمية الثانية، حيث كان مركزًا لتدريب الطيارات الأميركيات ضمن برنامج خدمة طيارات القوات الجوية النسائية (WASP)، ما يجعله موقعًا ذا أهمية تاريخية أيضًا.

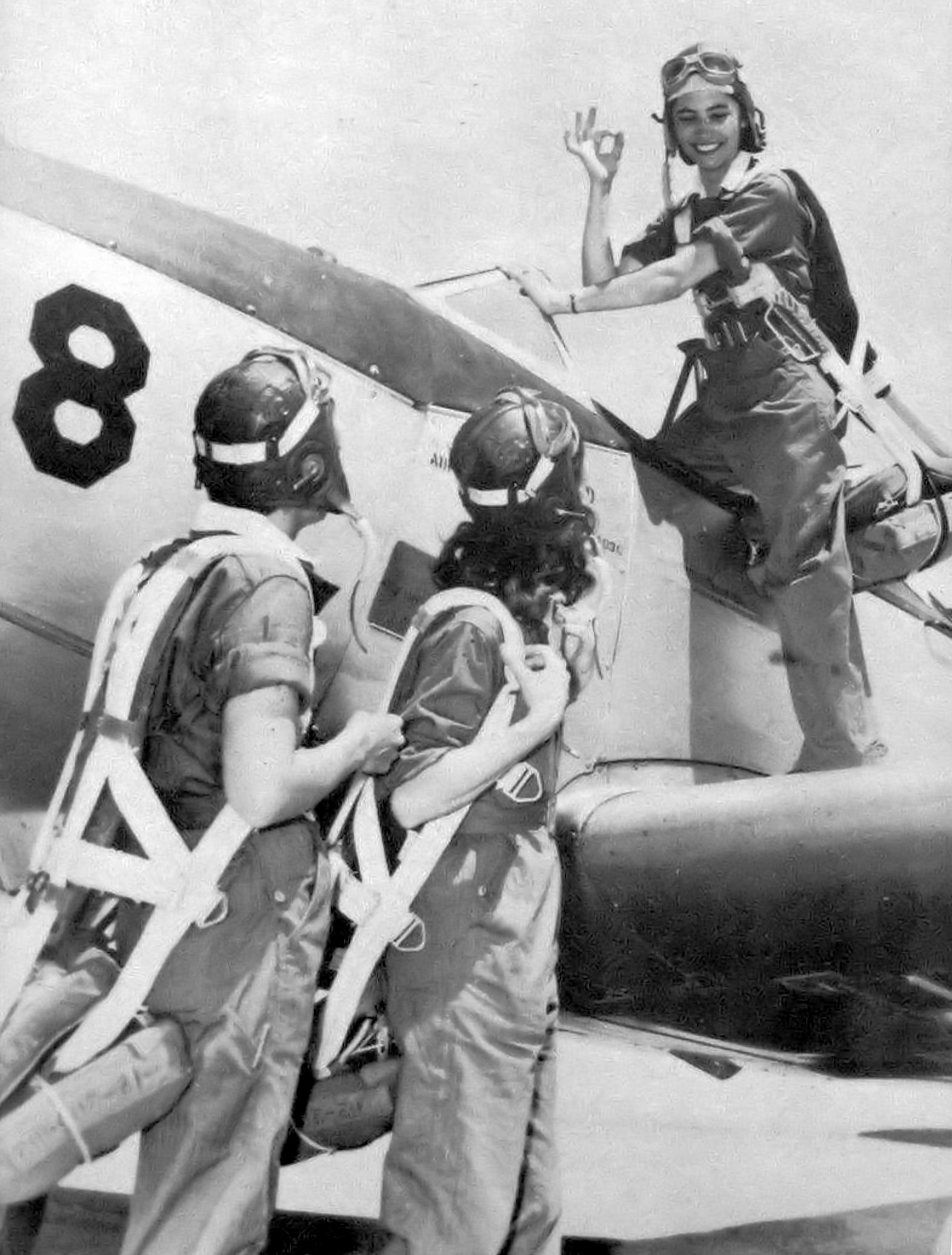